# Pavel Batitsky
Pavel Fyodorovich Batitsky (Carcóvia, 27 de junho de 1910 –  Moscou, 17 de fevereiro de 1984) foi um comandante militar soviético que recebeu a condecoração de Herói da União Soviética em 1965 e que foi promovido a Marechal da União Soviética em 1968. Batitsky serviu no Exército Vermelho a partir de 1924 e foi comandante-em-chefe das Forças de Defesa Áerea de 1966 a 1978. Após a morte de Joseph Stalin em 1953, ele foi escolhido para executar Lavrenti Beria, o ex-chefe da NKVD.

## Biografia
Batitsky nasceu na cidade ucraniana de Kharkiv (Carcóvia) e serviu no Exército Vermelho a partir de agosto de 1924. Aos 14 anos, ele ingressou na Escola Militar Preparatória de Kharkiv (logo realocada para Poltava) e em 1926 foi enviado para estudar na Escola Militar de Cavalaria, graduando-se em 1929. De março de 1929 a maio de 1935, ele serviu na cavalaria e comandou um pelotão e um esquadrão no Distrito Militar Bielorrusso.
De setembro de 1939 a dezembro de 1940, ele esteve na China como chefe de Estado-Maior dos conselheiros soviéticos no quartel-general de Chiang Kai-shek. Após seu retorno à União Soviética, ele foi indicado chefe de Estado-Maior na 11.ª Brigada de Artilharia Motorizada em Kaunas, no Distrito Militar Especial Báltico. Em março de 1941, foi indicado chefe de Estado-Maior da 202.ª Divisão Motorizada. Mais tarde naquele ano, assumiu o comando da 254.ª Divisão de Rifles. Ao longo da Segunda Guerra Mundial, rele comandou o 73.º Corpo de Rifles (1943–1944) e o 128.º Corpo de Rifles (1944–1945). Após a guerra, tornou-se diretor-geral e vice-comandante-em-chefe da Força Aérea Soviética (1950–1953).
Em dezembro de 1953, ele foi escolhido pessoalmente para executar Lavrenti Beria como parte de uma conspiração liderada por Nikita Khrushchov e acompanhado por forças militares do marechal Gueorgui Júkov (à época, Batitsky era coronel-general e primeiro vice-comandante do Distrito Militar de Moscou). Assim, um futuro Marechal da União Soviética matou pessoalmente um ex-Marechal da União Soviética (Beria deteve a patente de 1945 até sua prisão em junho de 1953).
Batitsky morreu em Moscou em 1984.

## Condecorações
- Herói da União Soviética
- Cinco Ordens de Lenin
- Ordem da Revolução de Outubro
- Cinco Ordens do Estandarte Vermelho
- Ordem de Kutuzov 1.ª classe
- Ordem de Suvorov 2.ª classe
- Ordem de Kutuzov 2.ª classe
- Ordem "Serviço à Pátria nas Forças Armadas da União Soviética" 3.ª classe
- Medalhas de campanha e de jubileu
- 16 condecorações estrangeiras